# Rhöner Viehabtrieb
Der Rhöner Viehabtrieb ist eine seit 1989 stattfindende Veranstaltung im Hilderser Ortsteil Simmershausen in der hessischen Rhön im Biosphärenreservat Rhön.
Der Rhöner Viehabtrieb gilt neben dem Biwwerer Almabtrieb in Biebertal als einer der wenigen regelmäßig organisierten Weideabtriebe in Hessen. Diese Art der (vermeintlichen) „Brauchtumspflege“ ist unter dem Namen Viehscheid traditionell nur in den Alpen und im Allgäu verbreitet; nicht jedoch in Mittelgebirgen wie der Rhön. Daher zählt sie nicht zum Brauchtum der Rhön, sondern ist eine Veranstaltung zur Hebung der Attraktivität des örtlichen Tourismus.
Er fand in der heutigen Form erstmals im Jahr 1989 statt. Damals war der Anlass ein kleines Dorffest, heute zieht der Almabtrieb mehrere Tausend Besucher an; 2015 wurden rund 6.000 Besucher gezählt; zwei Jahre zuvor gar mehr als 10.000. Die bisherigen 24 Viehabtriebe wurden von zusammen ca. 130.000 Zuschauern besucht.
Rinder, die sich den Sommer über auf dem Buchschirm, einer Hochebene von 750 bis 800 m ü. NN aufgehalten haben, werden – wie bei einem Almabtrieb üblich – geschmückt durchs Dorf getrieben. Begleitet wird die Viehherde von Fußgruppen, geschmückten Wagen und Gespannen. Bäuerliches Brauchtum wird dabei vorgeführt.
Anfangs erfolgte die Wiederkehr jährlich, nun findet der Viehabtrieb seit 2009 alle zwei Jahre am vierten Sonntag im September statt.